# Animal Alpha
Gli Animal Alpha sono stati un gruppo rock norvegese, nato nel 2002 e sciolto il 12 maggio 2009.
Hanno collaborato nella creazione del film Dead Snow (Død snø - 2009) durante il quale si trovano vari spezzoni della canzone "Fire! Fire! Fire!" - l'intera canzone è riportata nei titoli di coda.

## Formazione
- Agnete Maria Forfang Kjølsrud - voce
- Lars Imre Bidtnes - basso, voce
- Christer André Cederberg - chitarra, voce
- Christian Wibe - chitarra, voce
- Kenneth Kapstad - batteria

## Discografia
- 2005 - Pheromones
- 2005 - Animal Alpha (EP)
- 2008 - You Pay for the Whole Seat But You'll Only Need the Edge

### Singoli
- 2005 - Bundy
- 2006 - Most Wanted Cowboys